# 1146 в Україні

## Події

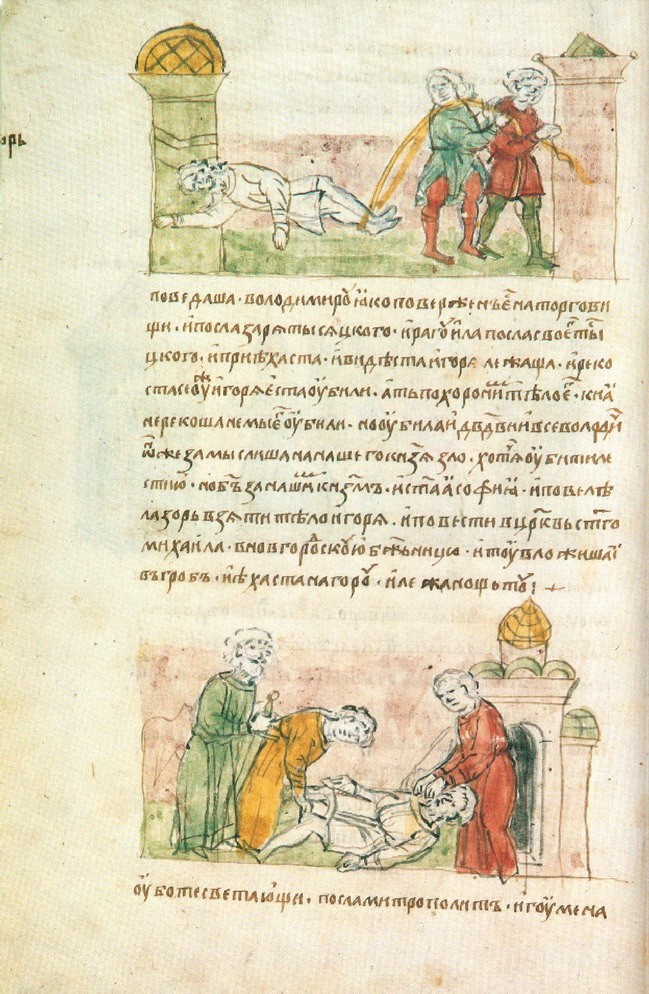
Повстанці в Києві у 1146 році (Радзивілівський літопис)

- завершення повстання київської громади, проти захоплення у 1139 році Всеволодом Олеговичем Києва та передачі влади (1 серпня 1146 року) своєму братові Ігорю Ольговичу. Кияни не бажали передання міста до спадку нащадкові з родини Ольговичів, а хотіли самостійно вирішувати долю київського столу.
- початок збройної боротьби князівських родів (Ольговичів, Мономаховичів, Давидовичів) за Київський престол (до 1161 року).
- Після смерті Всеволода Ольговича великим київським князем став його брат Ігор Ольгович. Однак кияни прогнали його і запросили на княжіння Ізяслава Мстиславича з Переяслава.
- початок міжусобної війна на Русі, коли точилася боротьба за владу в Київському та інших князівствах, від смерті Всеволода Ольговича до смерті Ізяслава Мстиславича (до 1154 року). Основним суперником Ізяслава виступав молодший брат його батька, Юрій Долгорукий, який, хоча і мав переважне право успадкування перед племінником, зміг остаточно утвердитися в Києві тільки після його смерті (і смерті В'ячеслава Володимировича, свого старшого брата).

## Особи

### Призначено, звільнено
- Після смерті Всеволода Ольговича великим київським князем став його брат Ігор Ольгович.
- Однак кияни прогнали його і запросили на княжіння Ізяслава Мстиславича з Переяслава.

### Померли

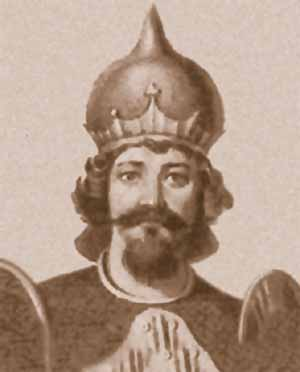
князь Всеволод Ольгович

- 30 липня/1 серпня[1] — Все́волод О́льгович — руський князь із династії Рюриковичів, роду Ольговичів. Великий князь Київський (5 березня 1139 — 1 серпня 1146)[1]. Князь сіверський (1115—1127), чернігівський (1127—1139). Син чернігівського князя Олега Святославича. Хрещене ім'я — Кирило; також Все́волод-Кири́ло О́льгович. У західній традиції — Все́волод II.

## Засновані, створені
- Перша згадка про місто Путивль (нині — Сумської області).

## Пам'ятні дати та ювілеї
- 350 років з часу (796 рік):
  - знищення Аварського каганату у Паннонії франками (інша дата — 805 рік).
- 250 років з часу (896 рік):
  - битви на Південному Бузі, де болгарський цар Симеон I розбив військо угрів та в союзі з печенігами він вигнав їх далеко на захід.
- 200 років з часу (946 рік):
  - посольства княгині Ольги до Царгорода.
  - придушення Ольгою повстання древлян після спалення Іскоростеня.
- 175 років з часу (971 рік):
  - завершення Другого Балканського походу у Болгарії князя Святослава (з 969 року) та пограбування околиць Константинополя, облога у Доростолі; поразка і відхід з Балкан. Укладення з Візантією договору на умовах 944 року.
- 150 років з часу (996 рік):
  - завершення спорудження Десятинної церкви в Києві (з 990 року) та її урочисте відкриття (25 травня), до якої прибули священики з Херсонеса. Захоронення тут праху княгині Ольги.
- 100 років з часу (1046 рік):
  - укладення миру між Візантією та Київською Руссю, яким завершилася війна, що тривала з 1043 року.
- 50 років з часу (1096 рік):
  - 19 червня — Битва на річці Трубіж — одна з битв русько-половецької війни 1090-х — 1116 років.
  - Битва на Колокші біля Володимира у якій князь Мстислав Володимирович Великий розгромив Олега Святославича.

### Видатних особистостей

#### Народження
- 75 років з дня народження (1071 рік):
  - Євпра́ксія Все́володівна (д.-рус. Еоупраксиа; пом. 1109) — князівна із династії Рюриковичів. Німецька імператриця (1088—1105), дружина німецького імператора Генріха IV. Донька великого князя київського Всеволода Ярославича, онука Ярослава Мудрого.
  - Яросла́в Святосла́вич (пом. 1129) — князь чернігівський (1123—1127). Син Великого князя Київського Святослава II. Онук Ярослава I Мудрого.

#### Смерті
- 50 років з дня смерті (1096 рік):
- 6 вересня — Ізяслав Володимирович — руський князь з династії Рюриковичів, другий син Володимира Мономаха та його першої дружини Ґіти (дочки англійського короля Гарольда II Ґодвінсона). Князь курський (до 1095), ростовський і муромський (1095–1096).
- 25 років з дня смерті (1121 рік):
  - квітень — Ники́фор І — православний церковний діяч, митрополит Київський та всієї Руси (1103 або 1104—1121).